# オエオエオ!
『オエオエオ!』は、日本のお笑いコンビ、猿岩石の5枚目のシングル。1997年9月3日、日本コロムビアから発売。

## 解説
- カップリング曲は無しで、価格は500円(税別)。
- エースコック「新・スーパーカップ1・5」CMソング。
- 同日発売の1枚目のアルバム『まぐれ』にリミックスされて収録。
- 作曲家のBro.KORNがKORN名義で「オエオエオ!〜Let's get together〜」のタイトルでセルフカバー（歌詞は全く異なる）。

## 収録曲
作詞：高井良斉（秋元康）　作曲：Bro.KORN　編曲：CHOKKAKU
1. オエオエオ!
2. オエオエオ!（オリジナル・カラオケ）

## 楽曲の収録作品
- まぐれ (#1、リミックスバージョン)
- 通信簿〜SARUGANSEKI SINGLES〜 (#1)
- GOLDEN☆BEST 白い雲のように 猿岩石 (#1)